# 가와노에시
가와노에시(일본어: 川之江市, かわのえし)는 에히메현에 있던 시이다. 도요 지방의 우마지역에 위치하고 있었다.
2004년, 이요미시마시, 우마군 도이정·신구촌이 신설합병해 시코쿠추오시가 성립하였다. 가와노에시는 폐지되었다.

## 지리
에히메현의 가장 동쪽에 위치하고 가가와 현, 도쿠시마 현에 접한다.

## 역사
- 1871년 1월 - 폐번치현에 의해 비추쿠라시키현에 속한다.5월 마루가메현에, 11월 마쓰야마현에 속한다.
- 1873년 2월 - 에히메현이 되었다.
- 1878년 - 군구정촌 편제법 시행에 즈음하여 가와노에촌에는 우마군청이 설치되었고, 이어 경찰서, 우체국, 세무서 등도 설치되어 우마군의 중심으로 발달하였다
- 1898년 - 정으로 승격에 의해 가와노에정이 되었다.
- 1923년 - 정으로 승격해 가미분정이 되었다.
- 1954년 12월 - 가와노에정, 긴세이정, 가미분정, 멘도리촌, 가나다촌, 가와타키촌의 합병에 의해 시로 승격해 가와노에시가 성립하였다.
- 1978년 4월 - 국도 192호선 가와노에 나들묵이 개통되었다.
- 1985년 3월 - 국도 11호선 가와노에 미시마 바이패스 부분이 개통되었다.
- 1992년 1월 - 시코쿠 횡단 자동차 도가와노에 JCT-오토요 IC 개통되었다.
- 2000년 3월 - 도쿠시마 자동차도(시코쿠 종관 자동차도) 이가와 이케다 IC - 가와노에 히가시 JCT 개통으로 시코쿠 종관 자동차도·시코쿠 횡단 자동차도가 구마모토 시내에서 교차하게 되었다.
- 2004년 - 우마지역의 시정촌 합병에 의해 시코쿠추오시가 성립하였다. 가와노에시는 폐지되었다.

## 교통

### 철도
- 시코쿠 여객철도 요산선

### 도로
- 마쓰야마 자동차도
- 고치 자동차도
- 도쿠시마 자동차도
- 국도 11호선
- 국도 192호선

## 출신인
- 후쿠다 가즈코 - (호스테스)
- 이하라 신이치로 - (프로야구 선수)
- 시라이시 미노루 - (성우)